# Tornade (contratorpedeiro)
O Tornade foi um contratorpedeiro operado pela Marinha Nacional Francesa e a sétima embarcação da Classe Bourrasque. Sua construção começou em abril de 1923 nos estaleiros da Dyle et Bacalan em Bordeaux e foi lançado ao mar em novembro de 1925, sendo comissionado na frota francesa em outubro de 1927. Era armado com uma bateria principal composta por quatro canhões de 130 milímetros e seis tubos de torpedo de 550 milímetros, tinha um deslocamento carregado de quase duas mil toneladas e alcançava uma velocidade máxima de 33 nós.
O Tornade teve um início de carreira tranquilo e sem grandes incidentes, com suas principais atividades consistindo em treinamentos de rotina. A Segunda Guerra Mundial começou em setembro de 1939, mas o navio pouco fez antes da derrota da França diante da Alemanha. Ficou sob o controle da França de Vichy até a invasão Aliada do Norte da África Francês em 8 de novembro de 1942. O Tornade estava em Orã na Argélia e resistiu à invasão, sendo seriamente danificado pelo cruzador rápido HMS Aurora e contratorpedeiro HMS Calpe e encalhado para não afundar.